# Ocopa
L'ocopa è un piatto tipico della cucina peruviana, originario della città di Arequipa.
L'ingrediente principale della ocopa è una salsa costituita da: peperoncino mirasol seccati, senza semini, e soffritti con cipolla e aglio, latte evaporato, cracker, arachidi, un rametto di huacatay, sale ed olio. Tutti gli ingredienti vengono frullati in modo da ottenere una consistenza leggermente pastosa e un colore caratteristico (molto differente dalla salsa huancaina, base di un piatto simile).
La salsa viene servita sopra le patate bollite. Il piatto è infine decorato con uova sode e olive; in Arequipa viene normalmente accompagnato da patate bollite o gamberetti.